# Quinta-coluna

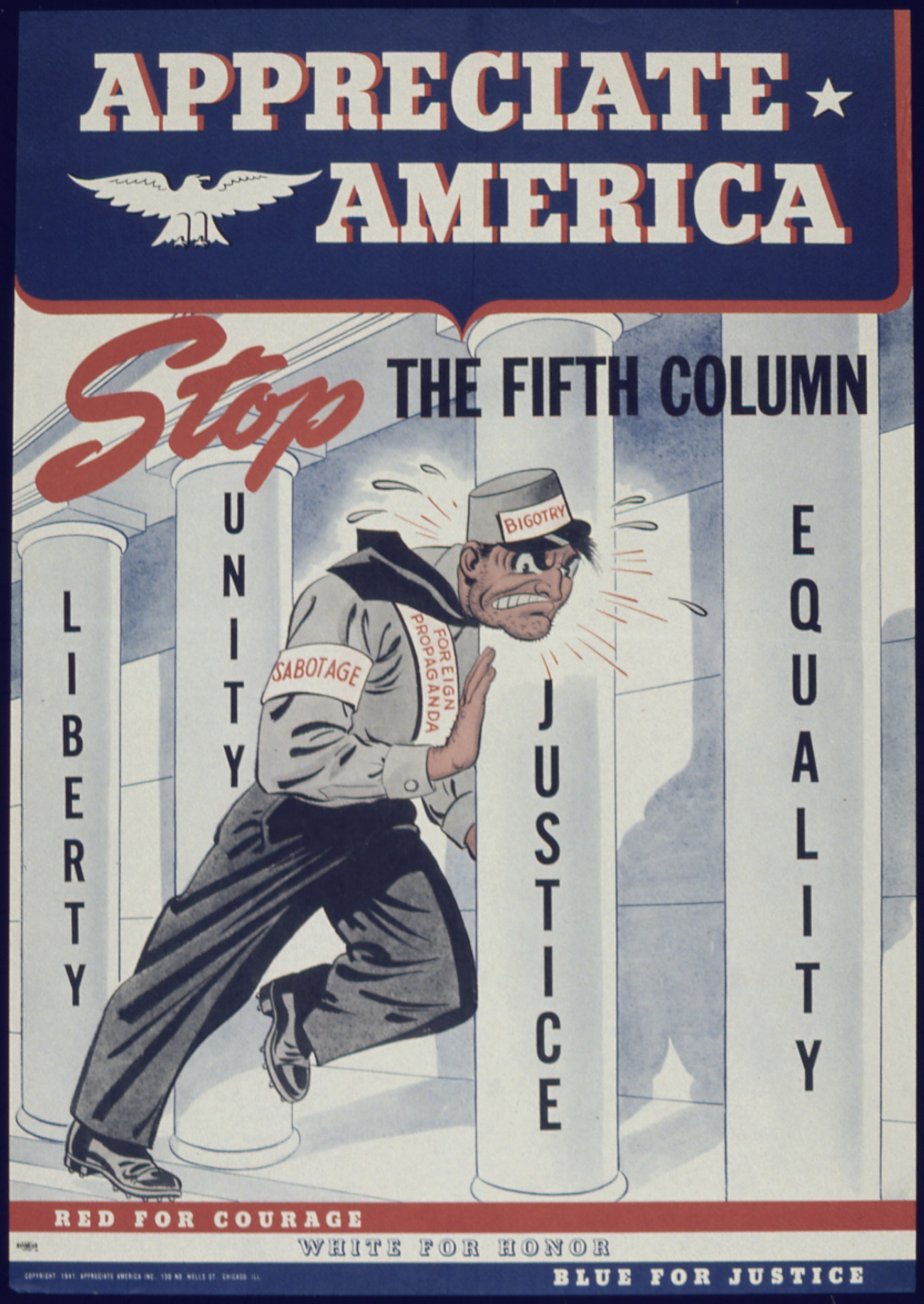
Pôster da Segunda Guerra Mundial.

Quinta-coluna é uma expressão usada para referir-se a pessoas ou grupos de pessoas que atuam dentro de um país ou região prestes a entrar em guerra (ou já em guerra) com outro, ajudando o inimigo, espionando e fazendo propaganda subversiva ou, no caso de uma guerra civil, atuando em prol da facção rival, devido a motivos religiosos, econômicos, ideológicos ou étnicos.
Por extensão, o termo é usado para designar todo aquele que atua dentro de um grupo, praticando ação subversiva ou traiçoeira, em favor de um grupo rival. Sendo assim, o "quinta-colunismo" não se dá no plano puramente militar, mas também por meio da sabotagem ou da difusão de boatos, "atacando de dentro" ou procurando desmobilizar uma eventual reação à agressão externa.

## Origem da expressão
A expressão nasceu durante a guerra civil espanhola (1936–1939) para designar a comunidade de madrilenhos simpatizantes do general Francisco Franco.
Segundo alguns, o criador da expressão teria sido o general Queipo de Llano, quando, em 1936, Franco, líder do golpe fascista contra a república, preparava-se para marchar sobre Madri com quatro colunas (um tipo de formação militar). Na ocasião, Queipo de Llano teria dito a ele: "A quinta-coluna está esperando para saudar-nos dentro da cidade", referindo-se às facções que, embora formalmente vinculadas ao campo legalista, se preparavam para agir em favor do Alzamiento Nacional, na capital.
Já segundo Antenor Nascentes e outros, o criador da expressão teria sido o general Emilio Mola, quando este avançava em direção a Madri com quatro colunas expedicionárias (uma avançava desde Toledo; outra vinha pela estrada de Extremadura; outra, pela Carretera de la Sierra, em Granada; e outra, de Sigüenza, em Castilla-La Mancha). Ao ser entrevistado por jornalistas, Mola teria declarado que esperava vencer porque, além daquelas quatro colunas, contava com uma quinta — os partidários de Franco infiltrados na comunidade madrilenha.
Outros, como o jornalista Mikhail Koltsov, do Pravda, enviado pessoalmente de Stalin à Espanha, afirmam que foi o general José Enrique Varela quem cunhou a expressão.